# Gadoni
Gadoni là một đô thị ở tỉnh Nuoro ở vùng Sardinia của Italia, tọa lạc cách khoảng 80 km về phía bắc của Cagliari và cách khoảng 45 km về phía tây nam của Nuoro. Tại thời điểm ngày 31 tháng 12 năm 2004, đô thị này có dân số 949 người và diện tích là 43,4 km².
Đô thị Gadoni có các frazioni (các đơn vị trực thuộc, chủ yếu là thôn làng) funtana raminosa.
Gadoni giáp các đô thị: Aritzo, Laconi, Seulo, Villanova Tulo.